# Serica repanda
Serica repanda är en skalbaggsart som beskrevs av Dawson 1933. Serica repanda ingår i släktet Serica och familjen Melolonthidae. Inga underarter finns listade i Catalogue of Life.